# ريكاردو شافيز
ريكاردو شافيز (بالبرتغالية: Ricardo Alberto Medeiros Chaves‏) (27 أكتوبر 1977 بتشافيس في البرتغال - ) هو لاعب كرة قدم برتغالي في مركز الوسط. لعب مع سبورتينغ براغا ونادي ريو أفي ونادي فيتوريا سيتوبال ونادي ديبورتيفو داس أيفيس ونادي تشافيس.

## روابط خارجية
- ريكاردو شافيز على موقع قاعدة بيانات كرة القدم.إي يو (الإنجليزية)
- ريكاردو شافيز على موقع Soccerway.com (الإنجليزية)
- ريكاردو شافيز على موقع عالم كرة القدم.نت (الإنجليزية)